# Chuci
Chuci (chinesisch 楚辭 / 楚辞, Pinyin Chǔcí, W.-G. Ch'u-tz'ŭ), also Elegien oder Gesänge aus Chu, sind eine Sammlung von Gedichten aus dem Süden Chinas. Die Chuci gelten als das früheste vollkommene schriftliche Zeugnis der schamanistischen Kultur Zentralasiens.

## Ursprung und Struktur
Die Anthologie, wie sie heute existiert, wurde von einem Scholaren namens Wang Yi im 2. Jh. n. Chr. zusammengestellt. Die Datierung und die Autorenschaft sind unklar, Wang Yi selbst bezieht sich auf Liu Xiang (77–6 v. Chr.). Die Entstehung des Chuci wird auf ungefähr 300 v. Chr.- 150 v. Chr. geschätzt. Der angebliche Autor der Gedichte Li Sao und der  Gesänge ist Qu Yuan, der von Sima Qian in der Han-Zeit in dem Geschichtswerk Shiji erwähnt wird, doch heutzutage kann man die Autorenschaft der Chuci nicht mehr nachvollziehen, und nur das Gedicht Li Sao kann Qu Yuan sicher zugeschrieben werden. Ebenfalls Qu Yuan zugeordnet werden die Tian Wen bzw. Himmelsfragen. Zu diesem 185 Zeilen langen Gedicht, das aus 183 Fragen ohne Antworten besteht, soll der Dichter nach der Überlieferung durch die Betrachtung von Wandgemälden in den Ahnentempeln der Chu-Könige angeregt worden sein, weswegen dieser Text manchmal auch als „das älteste Dokument zur chinesischen Kunstgeschichte“ apostrophiert wird. Es wird vermutet, dass die Rätsel zu einem Ritualhandbuch gehörten, das zur Zeit Qu Yuans bereits existierte.
Der Staat Chu war ein Staat des chinesischen Altertums, der eine eigenständige Kultur hatte, die die Chuci prägten.
Die Chuci unterteilen sich in verschiedene Sektionen:
- das Gedicht  Li Sao (etwa „Weise von der Verzweiflung“), ein politisches Gedicht,
- die Jiu Ge (Neun Gesänge), die schamanistischen Ursprungs sind,
- die Tian Wen (Himmelsfragen), Rätsel zu mythologischen Themen,
- Jiu Zhang (Neun Erklärungen), Imitationen des Li Sao,
- 13 Gedichte, die mystische Reisen und politische oder nationale Tragödien in Imitation des Li Sao oder der Jiu Ge beschreiben.

## Inhalt
1. 離騷 Li Sao Erfahrung von Kämpfen
2. 九歌 Jiu Ge  Neun Gesänge
3. 天問 Tian Wen Himmelsfragen
4. 九章 Jiu Zhang  Neun Gedichte
5. 遠遊 Yuan You Weite Reise
6. 卜居 Bu Ju Orakel
7. 漁父 Yu Fu  der Fischer
8. 九辯 Jiu Bian Neun Wandlungen
9. 招魂 Zhao Hun Anrufungen der Seele
10. 大招 Da Zhao  Die Große Mahnung
11. 惜誓 Xi Shi  Klage um gebrochene Treue
12. 招隱 Zhao Yin Mahnung zum Rückzug
13. 七諫 Qi Jian Sieben Gegenvorstellungen
14. 哀時 Ai Shi [Ming] Ach dass mein Los gezogen würde
15. 九懷 Jiu Huai Neun Bedauern
16. 九歎 Jiu Tan  Neun Klagen
17. 九思 Jiu Si Neun Verlangen

## Lied-Stil und Sao-Stil
Die meisten der Gedichte sind in einer von zwei Stilarten geschrieben, dem Lied-Stil und dem Sao-Stil. Der Sao-Stil bezieht sich auf das Gedicht Li Sao. In diesem Gedicht geht es um die Klage eines Ministers, der von seinem König verstoßen wurde. Es stellt einen Katalog der Tugenden des Subjektes des Gedichtes in symbolischer Sprache dar, welches sich auf eine lange Reise begibt, weil es von seinem Herrn enttäuscht ist. Auf dieser Reise sucht das Subjekt nach einer Göttin die seine Gesellschafterin wird, aber egal wohin er geht, zu den Toren des Himmels oder in den mythischen Westen, das lyrische Subjekt erfährt nichts als Enttäuschung und Frustration. Das Gedicht endet mit Verzweiflung und Enttäuschung als das Subjekt von den Höhen des Himmels herabblickend seine alte Heimat erblickt.
Alle Gedichte des Chuci, die im Sao-Stil geschrieben sind, haben einige Merkmale gemeinsam. Sie sind alle in der 1. Person geschrieben, sie sprechen alle über die Reinheit und Integrität des lyrischen Subjektes angesichts einer bösen und korrupten Welt, alle berichten von einer Reise, um dieser bösen Welt zu entkommen. Die Klage angesichts einer korrupten Welt ist stark formalisiert. Die Reise ist entweder eine reale Reise in einer Szenerie von Flüssen und Bergen, oder es ist eine Reise in eine imaginäre, feenhafte Welt, die von mythischen Geschöpfen bevölkert wird. In allen Gedichten wird wieder und wieder die Enttäuschung und der Ärger des lyrischen Subjektes wiederholt. Der Sao Poet soll kein gewöhnlicher Neurotiker sein, sondern eine Art Magier, der fühlt, dass er in eine übernatürliche Welt gehört, die reiner ist als die irdische Welt. Die Frustration des Sao-Poeten ist die eines unsterblichen Geistes, der gezwungen ist in der Welt der Menschen zu leben.
Die Gedichte der Chuci sollen schamanistischen Ursprungs sein und der wehleidige Ton der Sao-Gedichte stammt wahrscheinlich von den Gesängen der Schamanen an wankelmütige Gottheiten.
Die Metrik des Sao-Stil Gedichtes x x x u x x xi
soll sich eher für die Rezitation erzählender Gedichte geeignet haben als für den Gesang.
Der Lied-Stil der Chuci-Gedichte soll sich hingegen für die gesungene Interpretation geeignet haben. Ein Vers besteht aus zwei Segmenten, die von Xi, einer Partikel ohne Bedeutung getrennt werden. Die Partikel Xi in jedem Vers ist ein Merkmal aller Gedichte des Chuci. Man könnte sie mit „Ach“ übersetzen.
Während die Sao-Stil Gedichte eher politischen und weltlichen Inhalts sind, sind die Lied-Stil-Gedichte eher schamanistisch geprägt. In Chu, einem Staat im Süden Chinas, scheinen Schamanen eine wichtige Rolle gespielt zu haben.
In den neun Gesängen des Chuci wenden sich Schamanen an die Gottheiten wie an Geliebte und zeigen vor allem Sorge und Enttäuschung wie im Li Sao. Auffallend ist der katalogartige Ausdruck von Leid und Melancholie. Dass die Gedichte schamanistischen Ursprungs sind, ist u. a. daran zu erkennen, dass eine formelartige liturgische Sprache benutzt wird, wie sie noch in der Han-Zeit in Ritual-Büchern zu finden ist. Die Gedichte erzählen nicht, sondern zählen auf im Sinne einer Art Namensmagie. Dass hier ein religiöser Ursprung vorliegt, ist auch daran zu erkennen, dass es thematische Zusammenhänge mit den Praktiken des späteren Daoismus, insbesondere des Shangqing gibt, z. B. ekstatische Flüge, mystische Wanderungen der Seele oder kosmische Fluida als Nahrung.

## Tristia und Itineraria
Im Chuci kann man abgesehen vom Stil zwei Hauptkategorien von Gedichten unterscheiden, die Tristia und die Itineraria, die sich auch später in den Fu-Gedichten der Han-Zeit finden lassen.
Tristia drücken die Sorgen des lyrischen Subjektes aus, auch angesichts weltlicher Gegebenheiten, z. B. angesichts einer schlechten Regierung.
Itineraria beschreiben eine Reise des lyrischen Subjektes, gelegentlich reale Reisen, aber öfter imaginäre Reisen, die in übernatürliche Reiche führen.
Möglicherweise stammt der wehleidige Ton der Tristia von den schamanistisch geprägten Gesängen an wankelmütige und schwer fassbare Gottheiten ab, aber insgesamt sind die Tristia weltlich geprägt, was z. B. an der Erwähnung historischer Bezüge deutlich wird.
Die rituelle Reise, die zum Zwecke des Machterwerbs oder der Machtdemonstration gemacht wird, erscheint in der späteren chinesischen Tradition in unterschiedlichsten Bezügen, so ist sie ein Topos der späteren Fu-Dichtung der Han-Zeit
Die Reise ist immer magisch, doch kann sie real oder imaginär sein und der Reisende ist ein Mystiker, ein Magier oder ein König. Die Reise führt durch einen symmetrischen Kosmos, in dem unterschiedliche Mächte herrschen und die durch das angemessene und richtige Ritual
beeinflusst werden können. Der symmetrische Kosmos wird als kreisförmig (siehe Mandala) angesehen und eine vollständige Umrundung führt zu übernatürlicher Macht, der Reisende wird zu einem Meister des Universums.
Möglicherweise haben aber auch die schamanistisch geprägten Gedichte einen politischen Hintergrund. Man könnte diese Gedichte auch allegorisch interpretieren, in dem Sinne, dass der Schamane ein tugendhafter Minister ist, der von seinem König oder Prinzen verstoßen wurde. Die konfuzianischen Gelehrten haben die Gedichte jedenfalls in diesem Sinne ausgelegt und es gibt aus späteren Dynastien Anhaltspunkte für diese Auslegung. In der Song-Zeit gab es beispielsweise die sogenannte Palastlyrik, Kunstgedichte die meistens von Männern geschrieben wurden und in denen eine Konkubine oder Palastdame über ihre verlorene Liebe, Isolation, das Alter usw. lamentiert.
Die Chuci sind neben dem Shi Jing, dem Buch der Lieder, die ältesten Dichtungen Chinas.

## Übersetzungen

### Modernes Chinesisch
- Guō Mòruò 郭沫若 (Übers.): Qū Yuán fù jīnyì 《屈原賦今譯》. Beijing: Rénmín chūbǎnshè 人民出版社, 1957.

### Deutsch
- Qu Yuan 屈原: Chu Ci 《楚辞》 (Bibliothek der Chinesischen Klassiker / Dà Zhōnghuá wénkù 大中华文库). Beijing: Verlag für fremdsprachige Literatur, 2015. Übersetzung von Chén Míngxiáng 陈鸣祥 und Peter Herrmann.

### Englisch
- David Hawkes: Ch‛u-tz‛ŭ. The Songs of the South. An Ancient Chinese Anthology. Oxford: Clarendon, 1959; Neuauflage: The Songs of the South: An Anthology of Ancient Chinese Poems by Qu Yuan and Other Poets. Harmondsworth: Penguin Books, 1985; ISBN 0-14-044375-4.
- Chu Yuan [Qu Yuan 屈原]: Li Sao and other poems of Chu Yuan. Beijing: Foreign Languages Press, 1953. Mehrere Neuauflagen. Übersetzung von Yang Xianyi und Gladys Yang.

### Französisch
- Rémi Mathieu (Übers.). Élégies de Chu. Chu ci. Attribuées à Qu'Yuan et autres poètes chinois de l'Antiquité (IVe siècle av. J.-C. - IIe siècle apr. J.-C.). Gallimard, coll. "Connaissance de l'Orient", 2004, 320 Seiten.
- Lisa Bresner (Übers.). Pouvoirs de la mélancolie : chamans, poètes et souverains dans la Chine antique, Albin Michel, coll. "BAM Idées", 2004, 272 Seiten